# Rayuan Pulau Kelapa
Rayuan Pulau Kelapa – indonezyjski patriotyczny utwór muzyczny skomponowany w 1944 r. przez Ismaila Marzukiego, opowiadający o miłości do ojczyzny oraz wychwalający sielskość przyrody i obfitość bogactw naturalnych Indonezji.
Utwór zdobył uznanie również poza archipelagiem indonezyjskim. W latach 50. i 60. wykonania piosenki stały się popularne poza granicami Indonezji – w Polsce i Związku Radzieckim. W Polsce wykonał ją Janusz Gniatkowski z polskojęzycznym tekstem Zygmunta Sztaby (tytuł: Indonezja).
Podczas okresu Nowego Ładu (tj. dyktatorskich rządów gen. Suharto w Indonezji) utwór był nadawany przed zakończeniem emisji telewizyjnej na antenie stacji TVRI. Współcześnie znajduje się w repertuarze utworów obowiązkowych, które są nauczane w indonezyjskich szkołach.